# Attitude
Attitude är ett prisbelönat brittiska gay/livsstilsmagasin som finns runtom i hela världen. Den första utgåvan kom i maj 1994.
Tidningens flesta läsare är unga, homosexuella män som kommit ut. Året 2005, vann Attitudes redaktör Adam Mattera Best Men's Magazine editor of the year på den prestigefulla BSME awards. Det var första gången en gaytidningsredaktör vunnit det priset. Mattera var nominerad igen för priset året efter.